# Gordon R. Dickson
Gordon Rupert Dickson (1 de novembro de 1923 – 31 de Janeiro de 2001) foi um escritor de ficção científica norte-americano. Dickson é provavelmente mais famoso pelas séries "Childe Cycle" e "Dragon Knight". Ao longo da sua vida venceu três Prémios Hugo e um Prémio Nebula

## Biografia
Dickson nasceu em Edmonton, Alberta, em 1923. Em 1937, depois da morte do pai mudou-se com a mãe para Minneapolis no Minnesota. Ele cumpriu o serviço militar no exército dos Estados Unidos de 1943 a 1946, e graduou-se como Bachelor of Arts pela Universidade do Minnesota em 1948. Nos dois anos seguintes frequentou uma pós-graduação na mesma universidade.